# Georg Tobias Oelhafen von Schöllenbach
Georg Tobias Oelhafen von Schöllenbach (* 12. Juni 1632 in Nürnberg; † 17. Februar 1685 in Regensburg) war ein deutscher Jurist und Gesandter der Reichsstadt Nürnberg zu den Reichstagen zu Regensburg.

## Leben

### Herkunft und Familie
Georg Tobias Oelhafen von Schöllenbach entstammte der Nürnberger Patrizierfamilie Oelhafen von Schöllenbach, die ihren Ursprung in Zürich hatte und deren Mitglieder Anfang des 14. Jahrhunderts über Lauingen nach Nördlingen (1363 Heinrich Oelhafen urkundlich erwähnt) und später nach Nürnberg, wo Sixtus I. Oelhafen (um 1466–1539)  Ahnherr der fränkischen Linie der Familie war. Er war ein Sohn des Diplomaten Tobias Oelhafen von Schöllenbach und dessen Ehefrau Anna Sabina Volckmer (1606–1678). Am 14. Mai 1661 heiratete er Susanna Catharina Gumpelsheimer (1638–1690), mit der er die Töchter Susanna Sabina (* 19. Juli 1667, † 26. September 1693) und Catharina Sophia, * 25. Dezember 1668, † 27. Mai 1711, ∞ Christoph Wilhelm Tucher von Simmelsdorf hatte. Zwei Töchter und ein Sohn verstarben im Kleinkindalter.

### Werdegang und Wirken
Er absolvierte ein  Studium der Rechtswissenschaften an der Universität Altdorf und begab sich 1655 auf Studienreise, die ihn nach Holland, England, Frankreich, in die Schweiz und nach Süddeutschland führte. Am 23. April 1662  wurde er in Altdorf mit der Inaugural-Dissertation De jure vectigalium (bereits 1659 veröffentlicht) zum Doktor beider Rechte promoviert. Der Dichter Sigmund von Birken, ein Freund der Familie, verfasste zu diesem Anlass ein lateinisches Glückwunschgedicht
Oelhafen wurde Nürnberger Konsulent und Assessor und  begleitete 1660 seinen Vater als Gesandter zum Reichstag in Regensburg. 1676 und 1678 wurde er an den kaiserlichen Hof in Wien gesandt. Am 5. November 1681 war er auf dem Reichstag zu Regensburg
1684 kam er  zum Reichshofrat, der in Linz und Wels seine Tagungen abhielt.
Anlässlich der Hochzeit der Eheleute Oelhafen verfasste Sigmund von Birken ein Gedicht
Oelhafen starb in Regensburg und wurde am 27. Februar 1685 auf dem Johannisfriedhof Nürnberg
beigesetzt